# Tepeyollotl

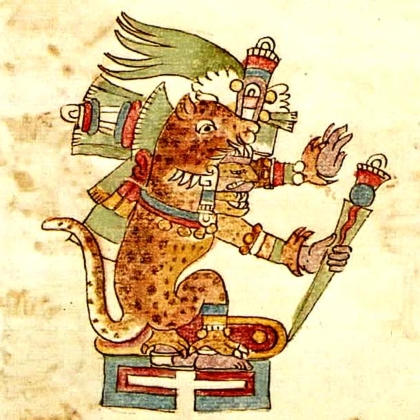
Tepeyollotl (Codex Ríos)

Tepeyollotl parfois appelé Tepeyolotli (nom nahuatl signifiant « cœur de la montagne ») est, dans la mythologie aztèque, le dieu des monts, des grottes sombres, de l'écho, des tremblements de terre et des jaguars. Il est, sous la forme du jaguar, un des avatars de Tezcatlipoca.